# مدرسة الإمبراطور الجديدة
مدرسة الامبراطور الجديدة (بالإنجليزية: The Emperor's New School)‏ هو مسلسل رسوم متحركة أمريكي من تأليف مارك ديندال لقناة ديزني استمر لجزئين و52 حلقة بثت بين يناير 2006 ونوفمبر 2008
.
| موسم    | الحلقة# | بداية العرض   | نهاية العرض    |
| ------- | ------- | ------------- | -------------- |
| موسم 1 ‏ | 21      | 27 يناير 2006 | 11 نوفمبر 2006 |
| موسم 2 ‏ | 31      | 23 يونيو 2007 | 20 نوفمبر 2008 |

## الأصوات العربية
- لؤى عطية (كازكو)
- نهلة الملراني (مالينا)
- أحلام الجريتلي (إزما)
- ضياء عبد الخالق (كرونك)
- سامي مغاوري (باتشا)
- سلوى محمد علي (تشي تشا)
- هادي خفاجة (تيبو)
- سندس بركات (تشا كا)
- أمجد عابد
- ثريا إبراهيم
- حسام الشربيني
- مؤمن البرديسي
- عادل خلف - أستاذ موليغواكو (الموسم الأول)
- عهدي صادق
- لانا مشتاق
- محمود غريب
- معوض إسماعيل - أوزكر (غير مدرج)

## وصلات خارجية
- The Emperor's New School at ويكيا
- مدرسة الإمبراطور الجديدة على موقع IMDb (الإنجليزية)
- مدرسة الإمبراطور الجديدة على موقع ميتاكريتيك (الإنجليزية)
- مدرسة الإمبراطور الجديدة على موقع روتن توميتوز (الإنجليزية)
- مدرسة الإمبراطور الجديدة على موقع كينوبويسك (الروسية)
- مدرسة الإمبراطور الجديدة على موقع ألو سيني (الفرنسية)
- مدرسة الإمبراطور الجديدة على موقع قاعدة بيانات الفيلم (الإنجليزية)